# Elżbieta Niezabitowska
Elżbieta Danuta Niezabitowska, z domu Lisowska (ur. w 1945 r. w Krośnie nad Wisłokiem) – polska architektka, dr hab. nauk technicznych, nauczyciel akademicki, pracownik naukowy, emerytowany profesor zwyczajny w Politechnice Śląskiej.

## Edukacja
W latach 1963 – 1969 Elżbieta Niezabitowska studiowała na Wydziale Architektury Politechniki Krakowskiej, gdzie uzyskała w 1969 r. dyplom mgr inż. architekta. W 1969 r. rozpoczęła prace w Katowickim Przedsiębiorstwie Budownictwa Przemysłowego w Katowicach. W latach 1971 – 1973 r. pracowała w Gliwickim Biurze Projektów Budownictwa Przemysłowego. W 1973 r. uzyskała uprawnienia budowlane do projektowania i rozpoczęła pracę na Wydziale Budownictwa i Architektury Politechniki Śląskiej. W 1976 r. obroniła pracę doktorską na Wydziale Budownictwa i Architektury Politechniki Śląskiej w Gliwicach. W 1992 r. uzyskała stopień naukowy dr habilitowanego na Wydziale Architektury Politechniki Krakowskiej, a w 1998 Prezydent RP nadał jej tytuł profesora w dziedzinie nauk technicznych. Stanowisko profesora zwyczajnego w Politechnice Śląskiej objęła w 2002 r..

## Dorobek naukowy
Zainteresowania badawcze prof. Elżbiety Niezabitowskiej dotyczą zagadnień architektury i urbanistyki przemysłowej oraz zabytków architektury przemysłowej, a także badań jakościowych w architekturze, zarówno podstawowych jak i stosowanych, w oparciu o metodologię POE – Post-Occupancy Evaluation. Jest autorem około 170 publikacji; w tym w 45 publikacjach jest współautorem. Wśród 21 pozycji w języku angielskim 8 to publikacje zagraniczne, w tym 1 pozycja książkowa autorska z 2018 r. Research Methods and Techniques in Architecture (Routledge, Taylor & Francis Group).
Opracowała około 200 Kart zabytków architektury przemysłowej kopalń: Gottwald, Kleofas, Murcki, Boża Dary (we współpracy z Ewą Szady) oraz samodzielne dla kopalni Juliusz i Bielszowice oraz huty Kościuszko i Florian.
Była członkiem rady naukowej i kierownikiem sekcji Architektura nowego angielskojęzycznego czasopisma interdyscyplinarnego ACEE – Architecture, Civil Engineering, Environment wydawanego od 2008 r. w Politechnice Śląskiej w Gliwicach. Była też redaktorką wydziałową serii Architektura w Wydawnictwie Politechniki Śląskiej od 1993 r. do 2015
Elżbieta Niezabitowska jest lub była członkiem zagranicznych organizacji naukowych: IAPS - International Association for People-Environmental Studiem, IFMA - International Facility Management Association, EuroFM Network. Jest też członkiem krajowych organizacji naukowych: Komisji Architektury i Urbanistyki Oddział PAN w Katowicach. Komisji studiów na przyszłością Górnego Śląska oddział PAN w Katowicach.

## Dorobek dydaktyczny
Elżbieta Niezabitowska wprowadziła do programu studiów na Wydziale Architektury Politechniki Ślaskiej szereg nowych przedmiotów dydaktycznych: Projektowanie Obiektów Biurowych. Programowanie i ocena jakości w architekturze, Facility Management - Strategie projektowania, Metodyka pracy naukowej, Budynek inteligentny.
Prowadziła wykłady i zajęcia dydaktyczne z Architektury i urbanistyki przemysłowej, Ergonomii, Projektowania obiektów biurowych, Programowania i oceny jakości w architekturze, Budynku inteligentnego, Facility Management i Badań jakościowych w architekturze na bazie POE – Post-Occupancy Evaluation - Ocena i zarządzanie jakością przestrzeni w architekturze.

## Dorobek organizacyjny
Elżbieta Niezabitowska pełniła szereg funkcji kierowniczych na Wydziale Architektury Politechniki Śląskiej:
- Kierownik Zakładu Programowania i Projektowania  Obiektów Biurowych (993 – 1997)[5].
- Kierownik Katedry Architektury i Metodyki Projektowania (1997 – 2000)[5].
- Kierownik Katedry Architektury Obiektów Biurowych i Strategii projektowania (2000 –     2009)[5].
- Kierownik Katedry Strategii Projektowania i Nowych Technologii w Architekturze (2009     – 2013)[5]
- Prodziekan ds. Nauki w latach (2006 – 2008)[5]
- Lokalny koordynator Programu TEMPUS PHARE pt. Quality Assessment and Facility Management in Architecture w latach 1996-1999. Głównym Koordynatorem Projektu był Prof. Andrzej  Niezabitowski z Wydziału Architektury Politechniki Śląskiej w Gliwicach. W projekcie brałi też udział profesorowie i eksperci z Wielkiej Brytanii  (Glasgow), Holandii (Eindhoven) oraz Szwecji (Göteborg)[6].

## Nagrody i odznaczenia
- Nagroda Indywidualna II Stopnia Rektora Politechniki Śląskiej za osiągnięcia w dziedzinie naukowej w roku akademickim 1991/92[5],
- Wyróżnienia Rektora Polit,. Śl. I stopnia za osiągnięcia w dziedzinie naukowej w 1996 r.[5],
- Wyróżnienie Ministra Infrastruktury za naukowe kierownictwo pracy doktorskiej dr inż. arch. Dariusza Masłego pt. Kierunki rozwojowe oceny jakości środowiska zbudowanego na przykładzie wybranych metod badań jakościowych w architekturze. Koncepcja oceny jakości budynków biurowych w warunkach polskich (2005)[5],
- Nagroda zespołowa Ministra Nauki i Szkolnictwa Wyższego za współautorstwo podręcznika akademickiego pt. Budynek  Inteligentny (2006)[5],
- Wyróżnienie Ministra Infrastruktury przyznana  redaktorom naukowym Elżbiecie Niezabitowskiej i Dariuszowi Masłemu za publikację pt. Oceny jakości środowiska zbudowanego i ich znaczenie dla rozwoju koncepcji budynku zrównoważonego (2009)[5],
- Wyróżnienie Dziekana Wydziału  Architektury Politechniki Śląskiej za wkład w powstanie Śląskiej Szkoły Badań Jakościowych oraz opublikowanie znaczącej książki o zasięgu światowym pt. Research Methods and Techniques in Architecture (Rutledge,Taylor & Francis Group), (2018),

## Ważniejsze publikacje książkowe
- Niezabitowska E., Architektura i przemysł. Nowe spojrzenie Monografia, Wyd. Śląsk, Katowice 1997, ISBN 83-85831-96-7.
- Niezabitowska E., Masły D., (red.) Oceny jakości środowiska zbudowanego i  ich znaczenie dla rozwoju koncepcji budynku zrównoważonego. Monografia, Wyd. Polit. Śl., Gliwice 2007, ISBN 978-83-7335-398-5.
- Niezabitowska E., Bartoszek A. Kucharczyk-Brus, Niezabitowski M., Środowisko zamieszkania polskich     seniorów w badaniach interdyscyplinarnych, Wyd. Śląsk, Katowice 2013, ISBN 978-83-7164-807-6.
- Niezabitowska E., Metody i techniki badawcze w architekturze, Wyd. Polit. Śl.,Gliwice 2014, ISBN 978-83-7880-123-8.
- Niezabitowska E., Research Methods and Techniques in Architecture. Routledge.Taylor & Francis Group, New York and London  2018, ISBN 978-1-138-05597-1 (hbk); ISBN 978-1-138-05598-8 (pbk); ISBN 978-1-315-16559-2 (ebk).
- Niezabitowska E. Szewczenko A., Tomanek, M., Jamrozik-Szatanek,M., Projektowanie obiektów szpitalnych. Rola badań naukowych w doskonaleniu jakości funkcjonowania szpitali, Wyd. Śląsk, Katowice 2020, ISBN 978-83-8183-066-9.